# Космос-860
Космос-860 је један од преко 2400 совјетских вјештачких сателита лансираних у оквиру програма Космос.
Космос-860 је лансиран са космодрома Тјуратам, Бајконур, СССР, 17. октобра 1976. Ракета-носач је поставила сателит у орбиту око планете Земље. 